# نهر بيدجا
نهر بيدجا هو رابع أطول أنهار إستونيا ويبلغ طوله 122 كم. يتدفق النهر لمسافة 122 كم عبر مقاطعات لان فيرو (Lääne-Viru ) و Jõgeva و تارتو ( Tartu) قبل الانضمام إلى إيماجوجي (Emajõgi) شمال شرق بحيرة Võrtsjärv.